# Nellie Lutcher

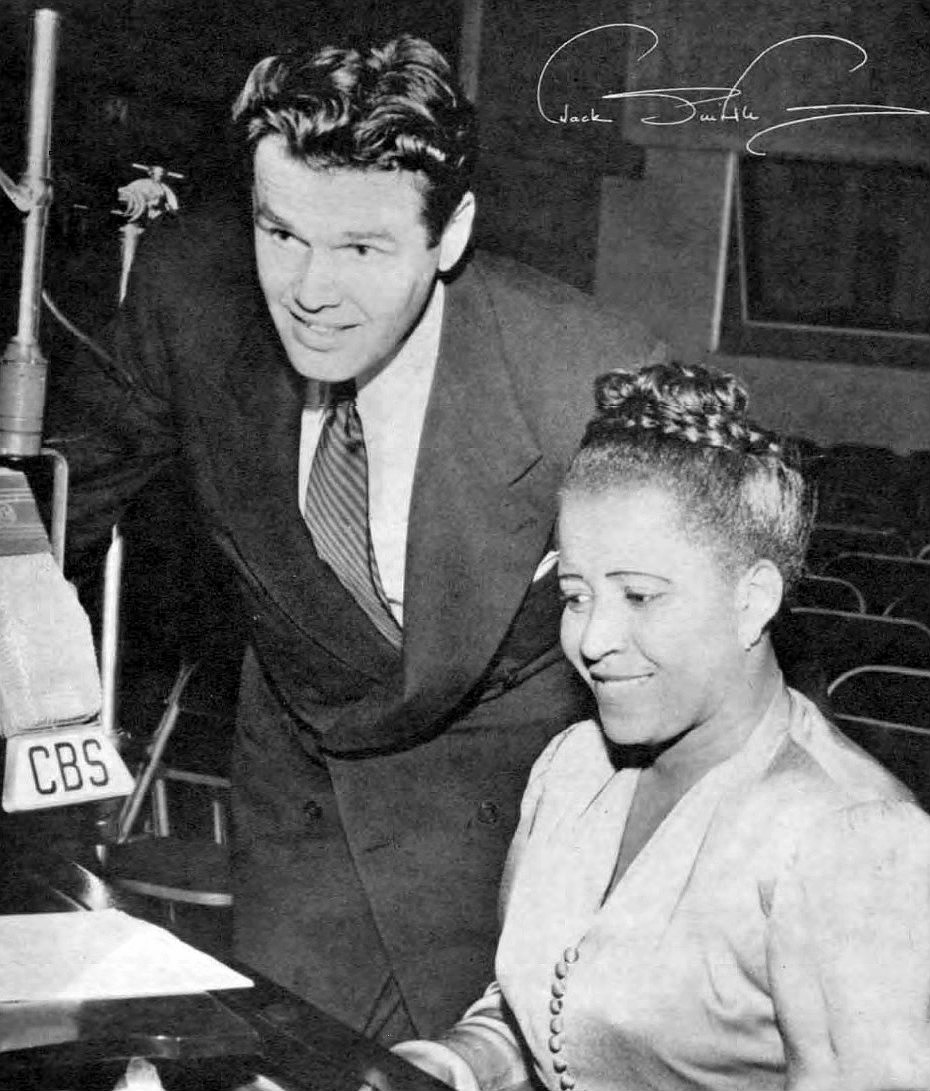
Nellie Lutcher como invitada en The Jack Smith Show (1948)

Nellie Rose Lutcher (15 de octubre de 1912 – 8 de junio de 2007) fue un cantante y pianista estadounidense de R&B y jazz, que ganó prominencia a fines de la década de 1940 y principios de la de 1950. Lutcher era más reconocible por su dicción y pronunciación exagerada y fue acreditada como una influencia por Nina Simone entre otros.

## Infancia
Lutcher nació en Lake Charles, Luisiana, la hija mayor de los 15 hijos de Isaac y Suzie Lutcher. Era hermana del saxofonista Joe Lutcher. Su padre era bajista y su madre organista de iglesia. Recibió clases de piano, y su padre formó una banda familiar con ella tocando el piano. A los 12 años, tocó con Ma Rainey, cuando el pianista regular de Rainey se enfermó y tuvo que quedarse atrás en la ciudad anterior. En busca de un reemplazo temporal en Lake Charles, uno de los vecinos le dijo a Rainey que había una niña que jugaba en la iglesia que podría ser capaz de hacerlo.

## Carrera
A los 15 años, Lutcher se unió a su padre en la Imperial Jazz Band de Clarence Hart, y en su adolescencia también se casó brevemente con el trompetista de la banda. En 1933, se unió a los Southern Rhythm Boys, escribiendo sus arreglos y girando ampliamente. En 1935, se mudó a Los Ángeles, donde se casó con Leonel Lewis y tuvo un hijo. Comenzó a tocar el piano swing, y también a cantar, en pequeños combos por toda la zona, y comenzó a desarrollar su propio estilo, influenciado por Earl Hines, Duke Ellington y su amigo Nat "King" Cole.
No fue ampliamente conocida hasta 1947 cuando se enteró del show de talentos de March of Dimes en la Escuela Preparatoria Hollywood, y actuó. El espectáculo fue transmitido por la radio y su actuación llamó la atención de Dave Dexter, un explorador de Capitol Records. Fue firmada por Capitol e hizo varios registros, incluyendo "The One I Love (Belongs to Somebody Else)" y su primer sencillo, el risqué "Hurry On Down", que llegó al número 2 en la lista de rhythm and blues de Billboard y vendió un millón de copias a nivel mundial. Esto fue seguido por su composición igualmente exitosa "He's A Real Gone Guy", que también fue número 2 en la lista de R&B y cruzó a la lista pop donde alcanzó el número 15.
En 1948, tuvo una serie de éxitos en las listas de R&B, el más exitoso fue "Fine Brown Frame", su tercer éxito de R&B número 2. Sus canciones se registraron en las listas de pop, jazz y R&B, realizó una amplia gira y se hizo muy conocida. Escribió muchas de sus propias canciones y, a diferencia de muchos otros artistas afroamericanos de la época, conservó los valiosos derechos de publicación.
En 1950, Lutcher hizo un dueto con Nat "King" Cole en "For You My Love" y "Can I Come in for a Second". El mismo año, sus discos comenzaron a ser lanzados en el Reino Unido y fueron promovidos activamente por el DJ de radio Jack Jackson. Ella encabezó una gira de variedades del Reino Unido, acompañada por Jackson, con gran éxito, y luego regresó allí para hacer una gira por su cuenta.
Con una orquesta por primera vez, Lutcher grabó "The Birth of the Blues" y "I Want to Be Near You" en 1951, pero estaba perdiendo su atractivo con el público que compraba discos y Capitol la abandonó al año siguiente. Continuó grabando, con mucho menos éxito, para otros sellos como Okeh, Decca y Liberty, y gradualmente redujo su calendario de actuaciones.
En 1952, Lutcher fue contactada para realizar primero un especial de televisión de "feliz año nuevo", sin embargo, después de terminar su canción, se reveló que estaba en el set de, y el homenajeado de, un episodio de This Is Your Life.
Murió en Los Ángeles en 2007, a los 94 años. Fue tía del percusionista de jazz latino Darryl "Munyungo" Jackson y de la cantante Jacquelyn Levy.

## Discografía
- Nellie Lutcher (álbum de tres 78 discos, Capitol, 1950))
- Real Gone! (Capitol, 1950)
- Whee! Nellie! (10" álbum, Epic, 1955)
- Our New Nellie (con Russ Garcia y su orquestra) (Liberty, 1956)